# Punkt widokowy Grobia

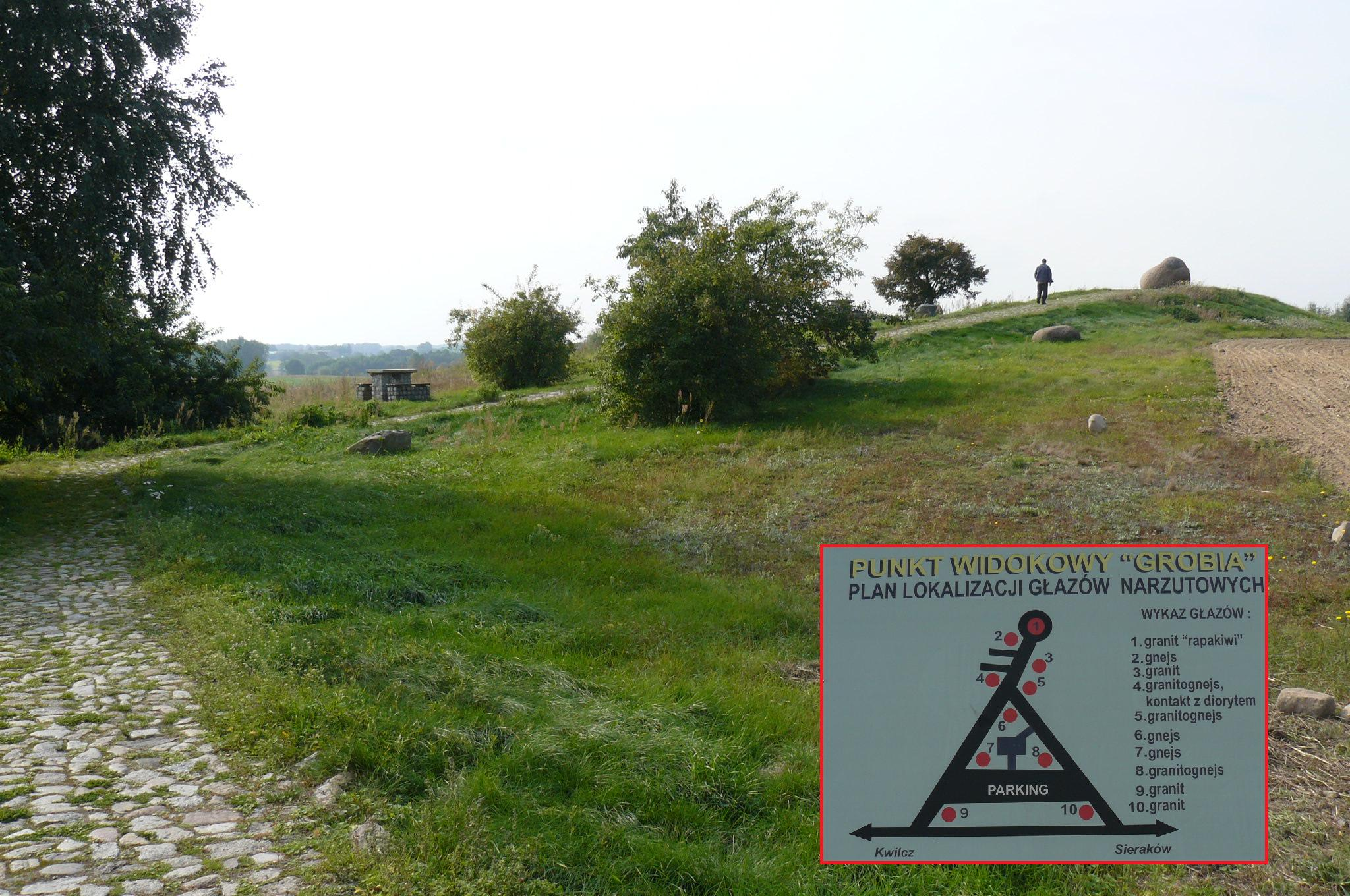
Punkt widokowy Grobia i fragment tablicy informacyjnej

Punkt widokowy Grobia (także Góra Głazów) – wzniesienie z zagospodarowanym punktem obserwacyjnym, zlokalizowane w Sprzecznie, południowej części wsi Grobia, przy drodze powiatowej nr 101 do Kwilcza.
U podnóża wzniesienia znajduje się parking, od którego na szczyt doprowadzono, wykładaną kostką granitową ścieżkę i ławki. Na wzgórzu i w jego okolicach umieszczono następujące głazy (łącznie 10 sztuk):
- granit rapakiwi,
- granitognejs z diorytem,
- dwa granitognejsy,
- trzy gnejsy,
- trzy granity.

Wszystkie zostały przywiezione w latach 1992–1995. Z Góry Głazów rozpościera się widok na Puszczę Notecką i dolinę wyżłobioną przez Wartę.
W Strategii Rozwoju Turystyki w województwie wielkopolskim, punkt widokowy wymieniony został, jako jeden z najciekawszych punktów widokowo-wysokościowych Wielkopolski.